# Władcy Berry

Herb książąt de Berry

## Pierwsza kreacja (1360)
- 1360–1416 : Jan de Valois

## Druga kreacja (1416)
- 1416–1417 : Jan de Valois, delfin Francji

## Trzecia kreacja (1417)
- 1417–1422 : Karol de Valois, delfin Francji

## Czwarta kreacja (1461)
- 1461–1465 : Karol de Valois

## Piąta kreacja (1517)
- 1517–1549 : Małgorzata z Nawarry

## Szósta kreacja (1550)
- 1550–1574 : Małgorzata de Valois

## Siódma kreacja (1576)
- 1576–1584 : Franciszek Hercules de Valois, książę Andegawenii

## Ósma kreacja (1686)
- 1686–1714 : Karol Burbon

## Dziewiąta kreacja (1754)
- 1754–1774 : Ludwik August Burbon, delfin Francji

## Dziesiąta kreacja (1776)
- 1776–1824 : Karol Filip Burbon, hrabia d'Artois
- 1778–1820 : Karol Ferdynand Burbon